# Gazzelli (Chiusanico)
Gazzelli (Gažéi o Gažélli, in ligure) è una frazione di 151 abitanti del comune di Chiusanico, in provincia di Imperia.

## Storia
In epoca medievale il territorio di Gazzelli rientrò nella Marca Aleramica, successivamente nei possedimenti feudali dei marchesi di Clavesana e quindi tra le aree assoggettate alla diocesi di Albenga.
La proprietà del feudo fu quindi assoggettata alla famiglia Doria per oltre due secoli. Nel corso del 1576 l'intera proprietà venne venduta al duca Emanuele Filiberto I di Savoia che inserì questa parte del territorio (infeudato alla famiglia Gandolfi) nel Principato di Oneglia correlato al Ducato di Savoia. Tale affiliazione allo stato sabaudo (ora Regno di Sardegna) perdurò sino all'inizio dell'Ottocento quando, con gli eventi napoleonici, la costituita municipalità di Gazzelli confluì tra il 1801 e il 1803 nella Repubblica Ligure andando a costituire il VII cantone degli Ulivi nella Giurisdizione degli Ulivi.
Annesso al Primo Impero francese, dal 13 giugno 1805 al 1814 il territorio fu inserito nel Dipartimento di Montenotte sotto l'arrondissement di Porto Maurizio. Nuovamente inglobato nel Regno di Sardegna dal 1815, così come stabilito dal Congresso di Vienna del 1814, confluì nel Regno d'Italia dal 1861. Dal 1859 al 1927 il comune di Gazzelli venne inserito nel IV mandamento di Oneglia del circondario di Porto Maurizio, facente parte della provincia di Porto Maurizio e, con la sua costituzione, della successiva provincia di Imperia.
Nel 1928 il comune fu soppresso e aggregato a Chiusanico come frazione.

## Monumenti e luoghi d'interesse

### Architetture religiose
- Chiesa parrocchiale di Sant'Andrea. Conserva un dipinto raffigurante Sant'Elisabetta che visita la Vergine, quest'ultima inizialmente attribuita al pittore Federico Fiori il Barocci, poi agli artisti Domenico Piola o Pellegro Piola e, più recentemente, al maestro Bartolomeo Biscaino[1].
- Santuario della Madonna della Visitazione o della Madonna degli Angeli, del XVII secolo.
- Oratorio della Santa Croce o dei Disciplinanti, già sede dell'omonima confraternita, nelle adiacenze della parrocchiale. La struttura, completamente ristrutturata tra il 1640 e il 1641, è caratterizzata in facciata da un portale in ardesia e dal bassorilievo della Madonna della Pietà o dell'Addolorata.
- Oratorio della Madonna della Misericordia. Il portico fu costruito nel 1621 a spese del cittadino locale Pietro Agnese che ne ottenne il diritto di patronato per la sua famiglia. Al suo interno una statua databile al 1686 raffigurante la Madonna della Misericordia venerata nell'omonimo santuario di Savona.
- Oratorio di San Sebastiano, costruito nella seconda metà del XVI secolo.
- Cappella di San Bernardo, lungo la strada per il Pizzo d'Evigno.
- Cappella di San Nicolao, edificata nel XII secolo (tra i luoghi di culto più antichi della zona) e rivista nel Seicento.

## Cultura
- Eventi: 2 luglio : festa della Madonna dell'Assunta con relativa cena

- Festa patronale di Sant'Andrea apostolo, il 30 novembre.